# Zhushan (Shiyan)
Zhushan (chiń. upr. 竹山县; chiń. trad. 竹山縣; pinyin Zhúshān Xiàn) – powiat w zachodniej części prefektury miejskiej Shiyan w prowincji Hubei w Chińskiej Republice Ludowej. Liczba mieszkańców powiatu w 2010 roku wynosiła 417079.